# Aedes masculinus
Aedes masculinus é um espécie de mosquito do Género Aedes, pertencente à família Culicidae.